# 윤소영 (1978년)
윤소영(1978년 9월 18일 ~ )은 대한민국의 전 SBS 아나운서이다.

## 경력
- 2001년 10월 SBS 11기 공채 아나운서에 입사.
- 2004년 1살 연상의 사업가 서윤석(32)씨와 결혼하였다.
- 2013년 9월 17일 SBS에서 퇴사.

## 학력
- 고려대학교 언어학과 학사 (1996년 3월 입학, 2001년 2월 졸업)

## 기타
- SBS TV에서 '2008 베이징 하이라이트' 방송에 출연하며 과감한 의상을 선보여 누리꾼 사이에서 '윤소핫'이라는 별명을 얻었다.[1]

## 진행 프로그램
- 굿모닝 세상은 지금 (2007년)
- 미소가 있는 TV
- 생방송 투데이
- 생방송 모닝와이드
- 열린TV 시청자 세상 - 옴부즈맨
- SBS 뉴스퍼레이드 (2008년 5월 5일 ~ 2009년 10월 30일)
- 모닝와이드 아침종합뉴스